# Часник жовтуватий
Часник жовтуватий, цибуля жовтіюча,  (Allium flavescens) — вид трав'янистих рослин родини Амарилісові (Amaryllidaceae), поширений у Південно-Східній Європі, Казахстані й на півдні Західного Сибіру.

## Опис

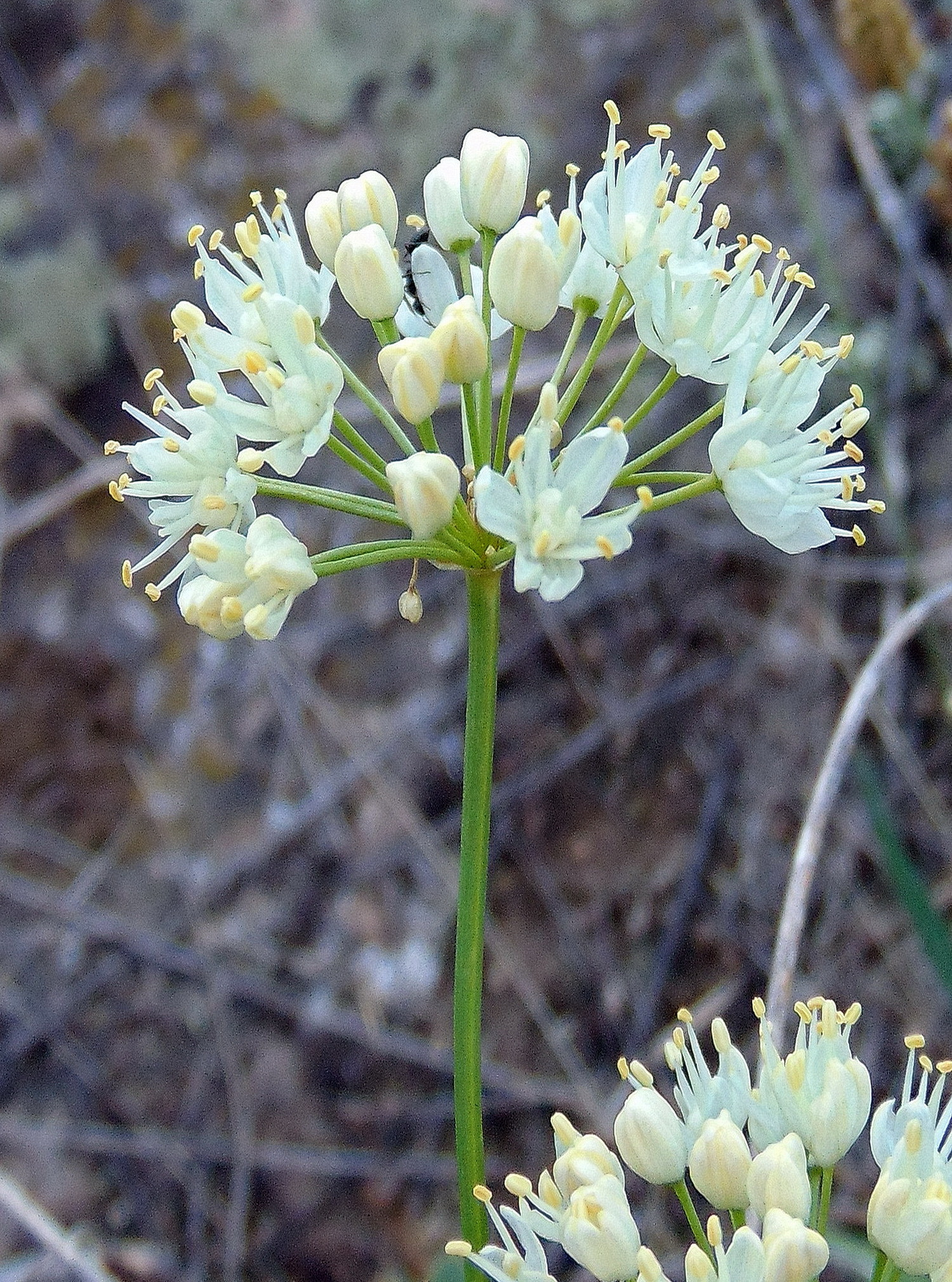

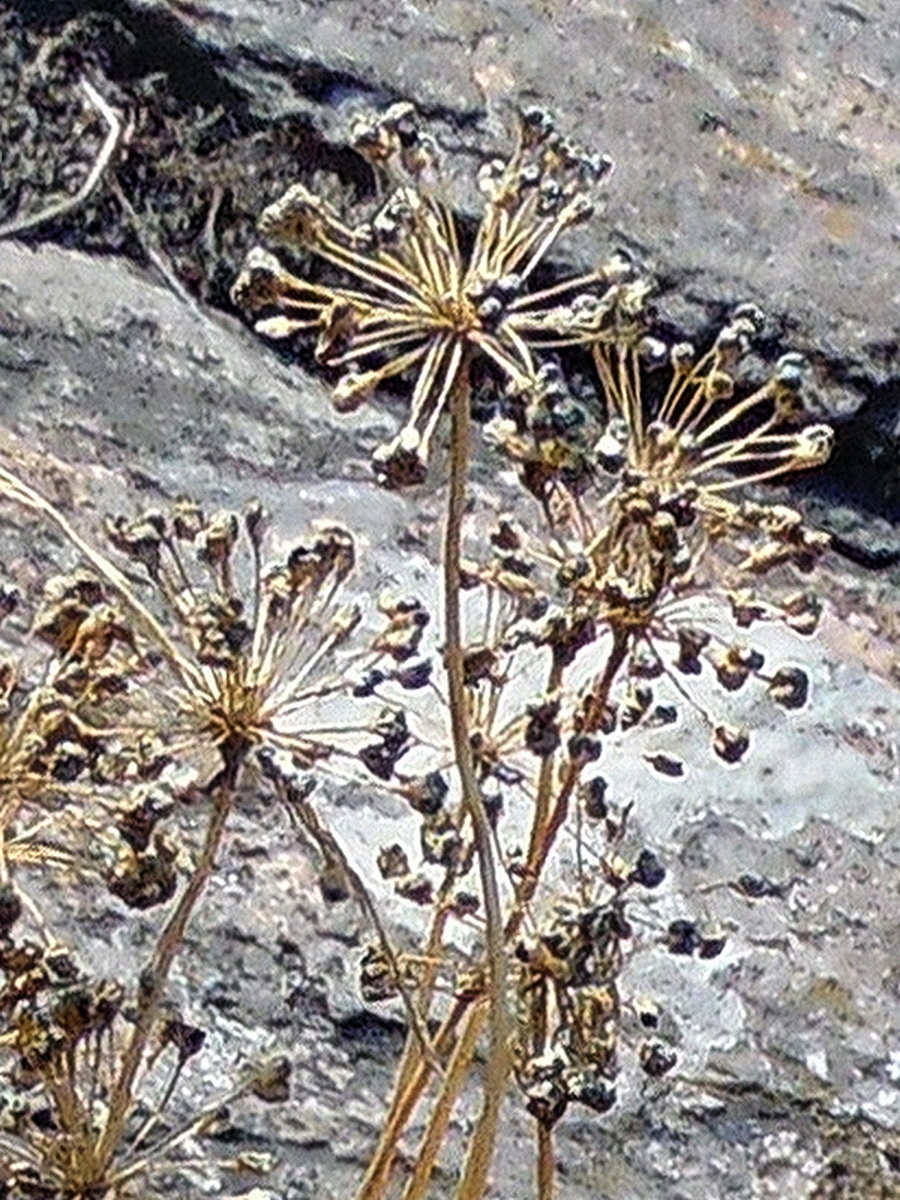

Багаторічна трав'яниста кореневищно-цибулинна рослина заввишки 20—45 см. Цибулини товщиною 5—7,5 мм, конічні або яйцеподібно-довгасті, покриті перетинчастими білуватими або буруватими суцільними оболонками, сидять тісними пучками на горизонтальному кореневищі. Квіткове стебло тонке, пряме, часто звивисте, безлисте, майже кругле, злегка борознисте і зверху трохи гранчасте, обгорнуте піхвами листків тільки в самій нижній частині і звичайно перевищує довжину листків у 2—2,5 рази. Листки прикореневі, у кількості 6—8, шириною 5—7,5 мм, щетиноподібні, півциліндричні, зверху жолобчасті, іноді плоскуваті, вузьколінійні, по краю шорсткі.
Покривало перетинчасте, білувате, здебільшого двороздільне, 2—2,5 рази коротше від суцвіття. Суцвіття майже півкулясте, багатоквіткове. Квітконіжки гранчасті, шорсткі, у (1,5)2—3(4) рази довші від оцвітини. Оцвітина 4–5 мм завдовжки, неопадна, віночкоподібна, майже півкуляста, жовтувата, блискуча; її листочки (3)4—4,5 мм завдовжки, тупі, вгорі трохи зубчасті, неоднакові; зовнішні — яйцеподібні, коротші; внутрішні — довгасті або довгасто-еліптичні, довші. Тичинок шість, прикріплених до основи листочків оцвітини; на початку цвітіння мають майже однакову довжину з оцвітиною, пізніше — перевищують її на одну третину. Нитки внутрішніх тичинок шилоподібні і майже вдвоє ширші від ниткоподібних зовнішніх. Пиляки прикріплені до ниток спинкою. Маточка із тригніздою зав'яззю, ниткоподібним стовпчиком і маленькою головчастою, злегка трилопатевою приймочкою; насінних зачатків у кожному гнізді по два. Плід — майже куляста, трилопатева коробочка, майже однакової довжини з оцвітиною, або трохи перевищує її; розкривається гніздорозривно. Насіння чорне, гранчасте, зморшкувате.

## Життєвий цикл
Цвіте в червні — липні. Запилення здійснюється за допомогою комах (ентомофілія). Плодоношення відбувається в липні — серпні. Насіння поширюється завдяки пружним плодоніжкам при поштовхах, тому за типом розселення діаспор рослину відносять до балістів.

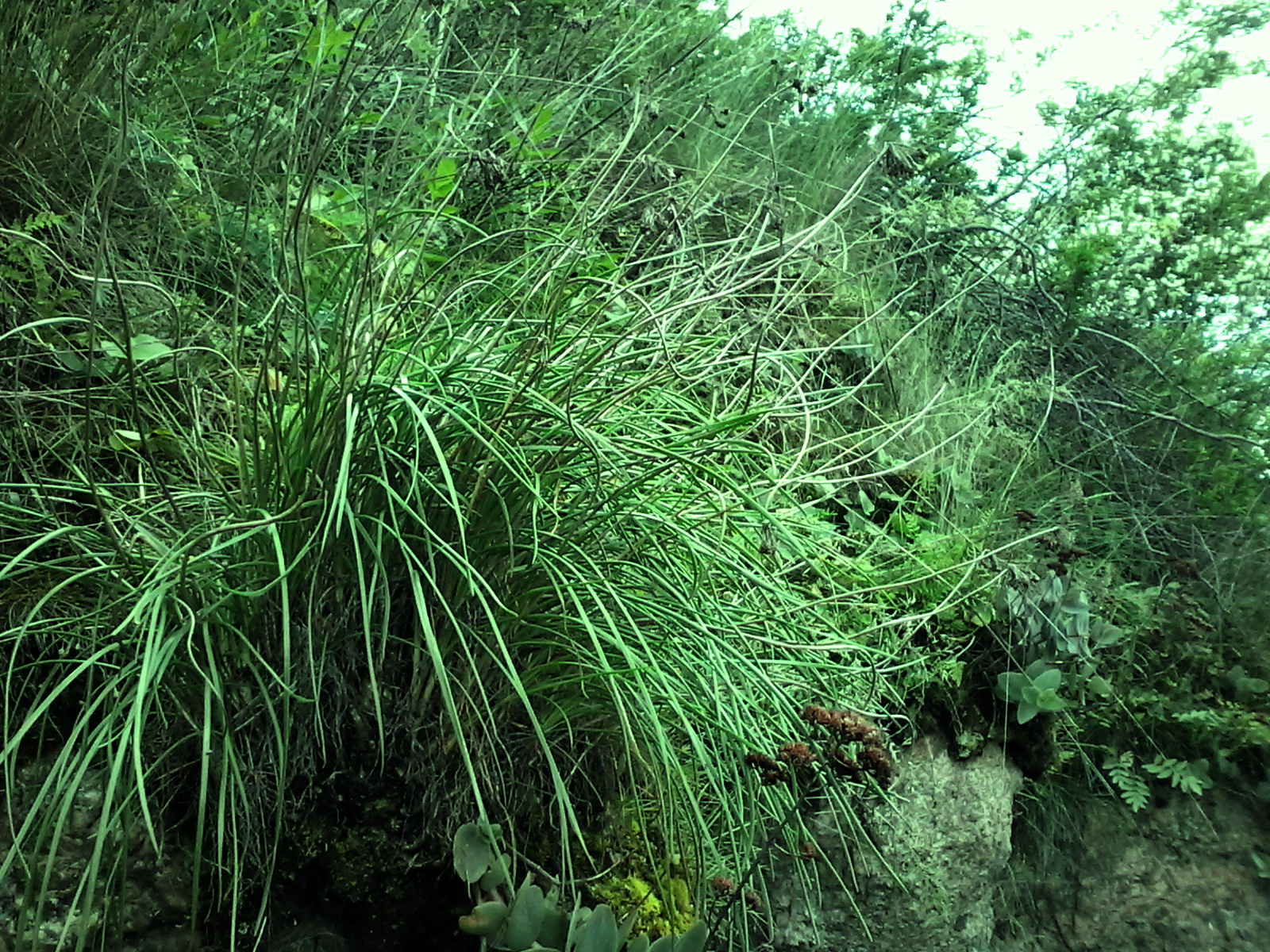
Початок вегетації
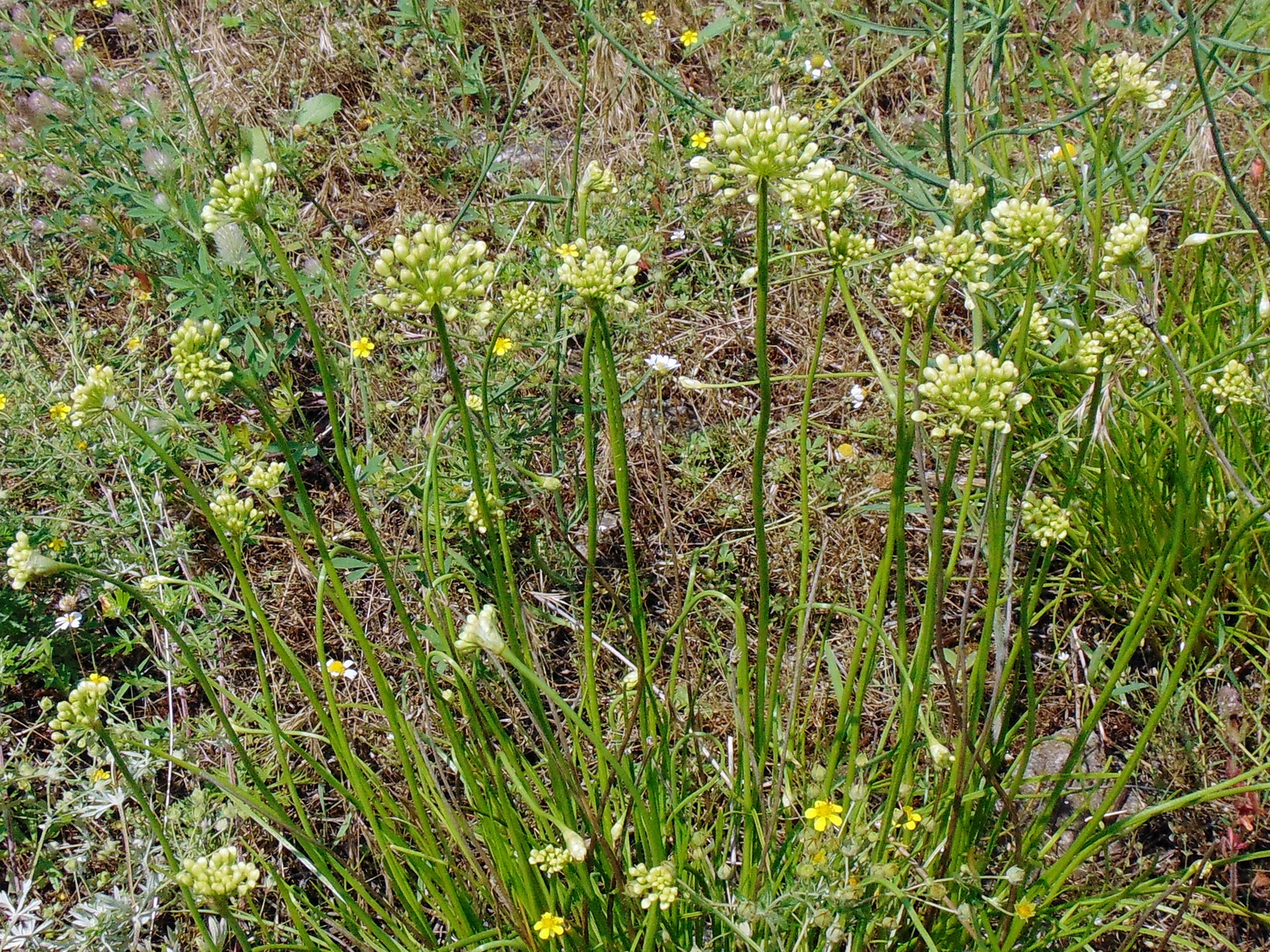
Початок цвітіння
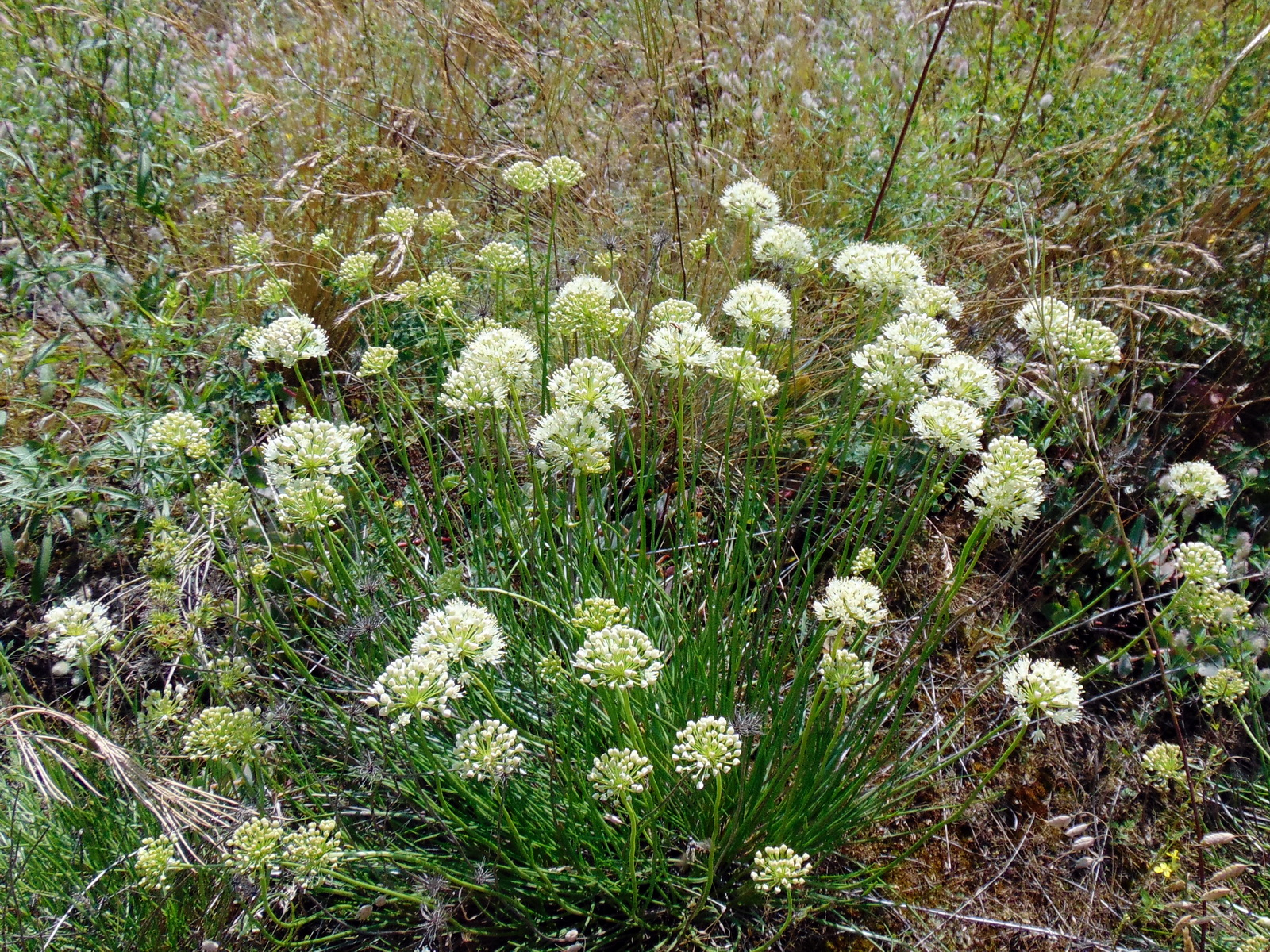
Масове цвітіння
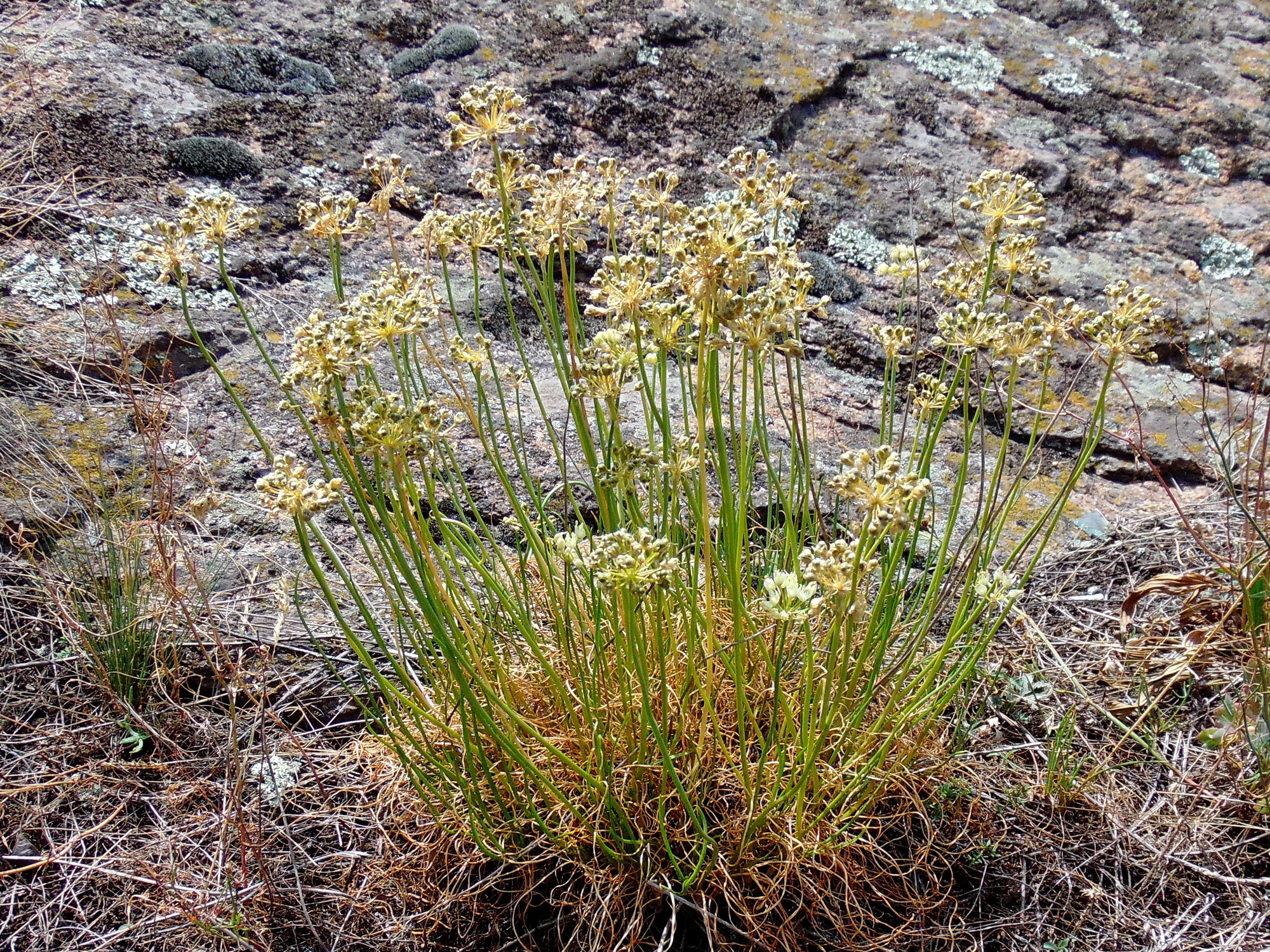
Кінець цвітіння, утворення плодів
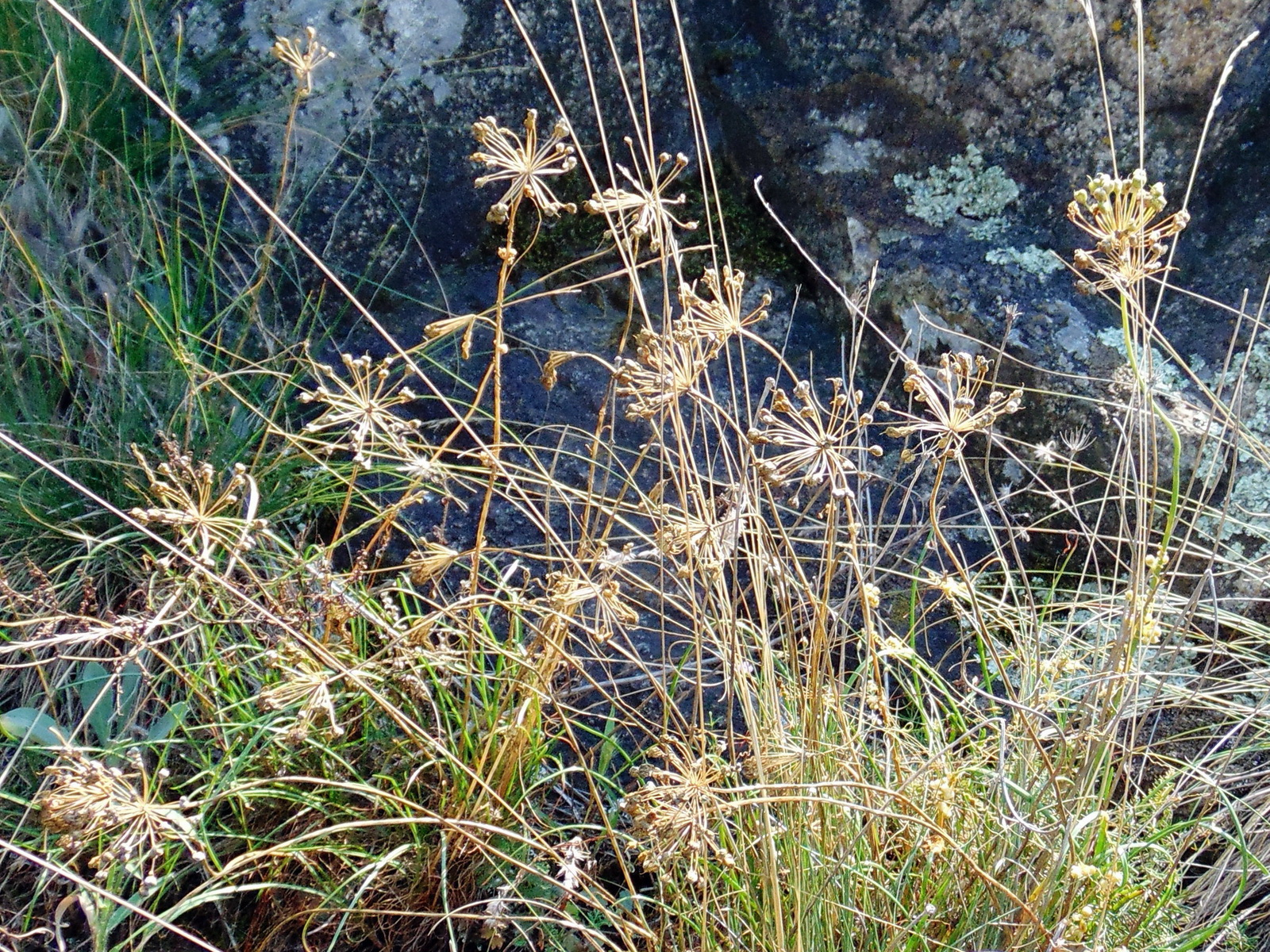
На стадії плодоношення

## Поширення
Європа: Югославія, Болгарія, Румунія, Україна, Південно-Західна Росія; Азія: Казахстан, Західний Сибір.
В Україні поширений в Лісостепу (особливо в західній частині) і Степу, трапляється спорадично (переважно в кам'янистих місцевостях), місцями звичайний вид. 

## Екологія

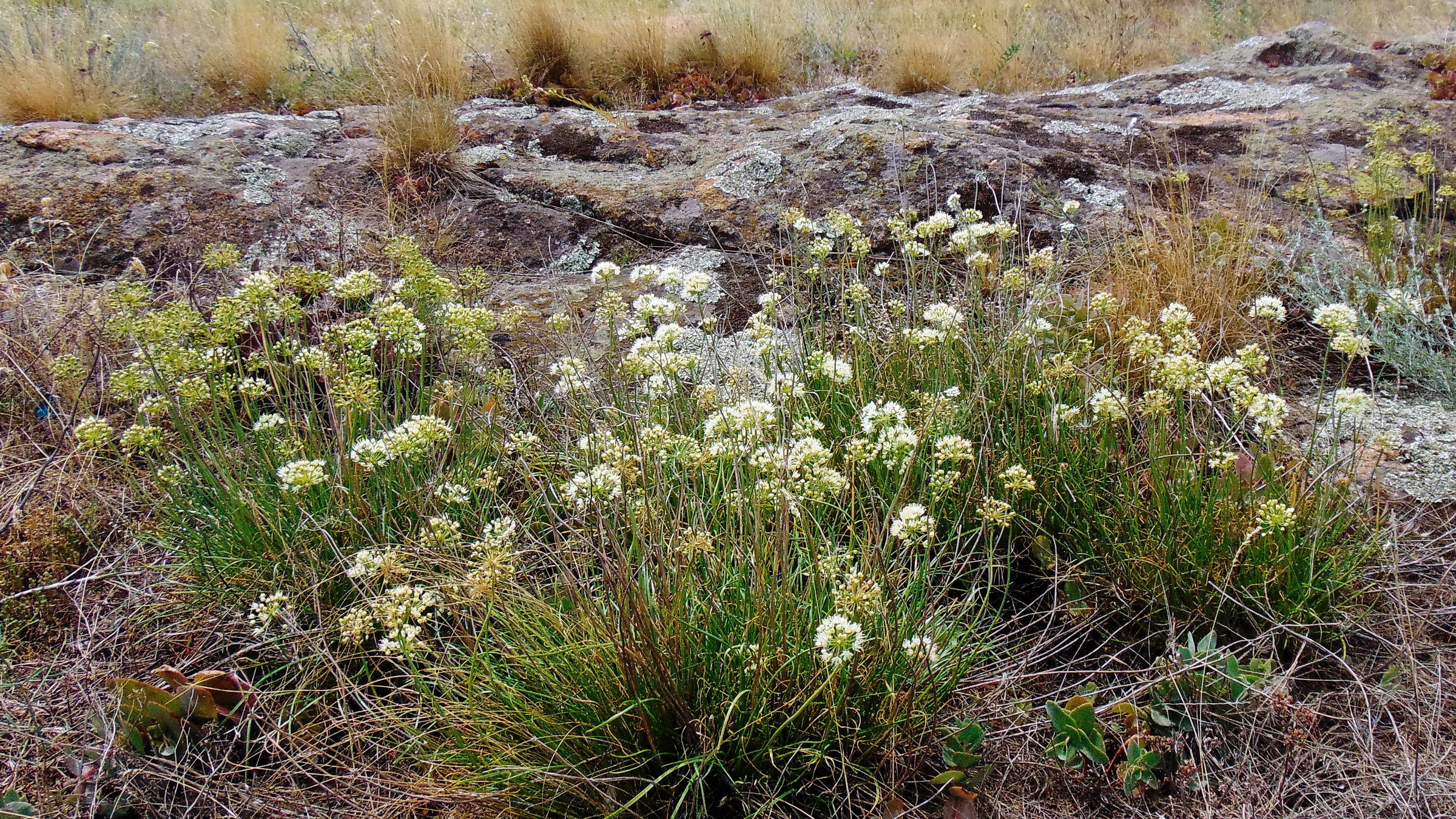
Ценопопуляція часнику жовтуватого. Запорізьке Правобережжя

Часник жовтуватий — короткокореневищно-цибулинний, пучкокореневий вегетативномалорухливий геофіт, за сезонним життєвим циклом належить до літньоквітучих ефемероїдів.
Рослина світлолюбна (геліофіт), відносно маловимоглива до температурних умов (мезотерм), умов зволоження (ксерофіт) і плодючості ґрунтів (мезотроф, кальцієфіт). 
За загальними (ценотичними) адаптаціями належить до рослин, пов'язаних переважно з місцевостями із відслоненнями гірських порід (петрофіт). У межах ареалу та Україні зростає на кам'янистих місцях, на відслоненнях гранітів, вапняків та інших гірських порід, рідше — у злакових і злаково-лугових степах, на горбах і схилах.
В умовах Запорізької області зустрічається переважно: 1) уздовж скелястого узбережжя Днпра та його приток — на кам'янистих місцях (петрофітна комплексна рослинність, петрофітний степ), іноді — на прилеглих прирічкових пісках (псамофітний степ); 2) у подібних місцезростаннях у Приазов'ї. 

## Охорона
В Україні вид перебуває під охороною — його занесено до переліків регіонально рідкісних рослин Запорізької, Сумської і Харківської областей.
Природні популяції виду скорочуються головним чином через руйнування місць зростання внаслідок гірських розробок, надмірну рекреацію, а також викопування для висадження на присадибних та дачних ділянках.
У Запорізькій області охороняється в Національному заповіднику «Хортиця» та ряді природно-заповідних об'єктів регіону.

## Практичне значення
Зважаючи на певну декоративність, добру приживаність, відносну невибагливість до умов зростання та морозостійкість, часник жовтуватий в ряді країн розводять як садово-паркову декоративну рослину, використовуючи його переважно для створення «альпійських композицій». Володіє фітонцидною активністю, добрий медонос.
В окремих регіонах використовується як приправа для приготування окремих страв. Проте є деякі повідомлення про токсичність при вживанні у великих кількостях. 

## Галерея

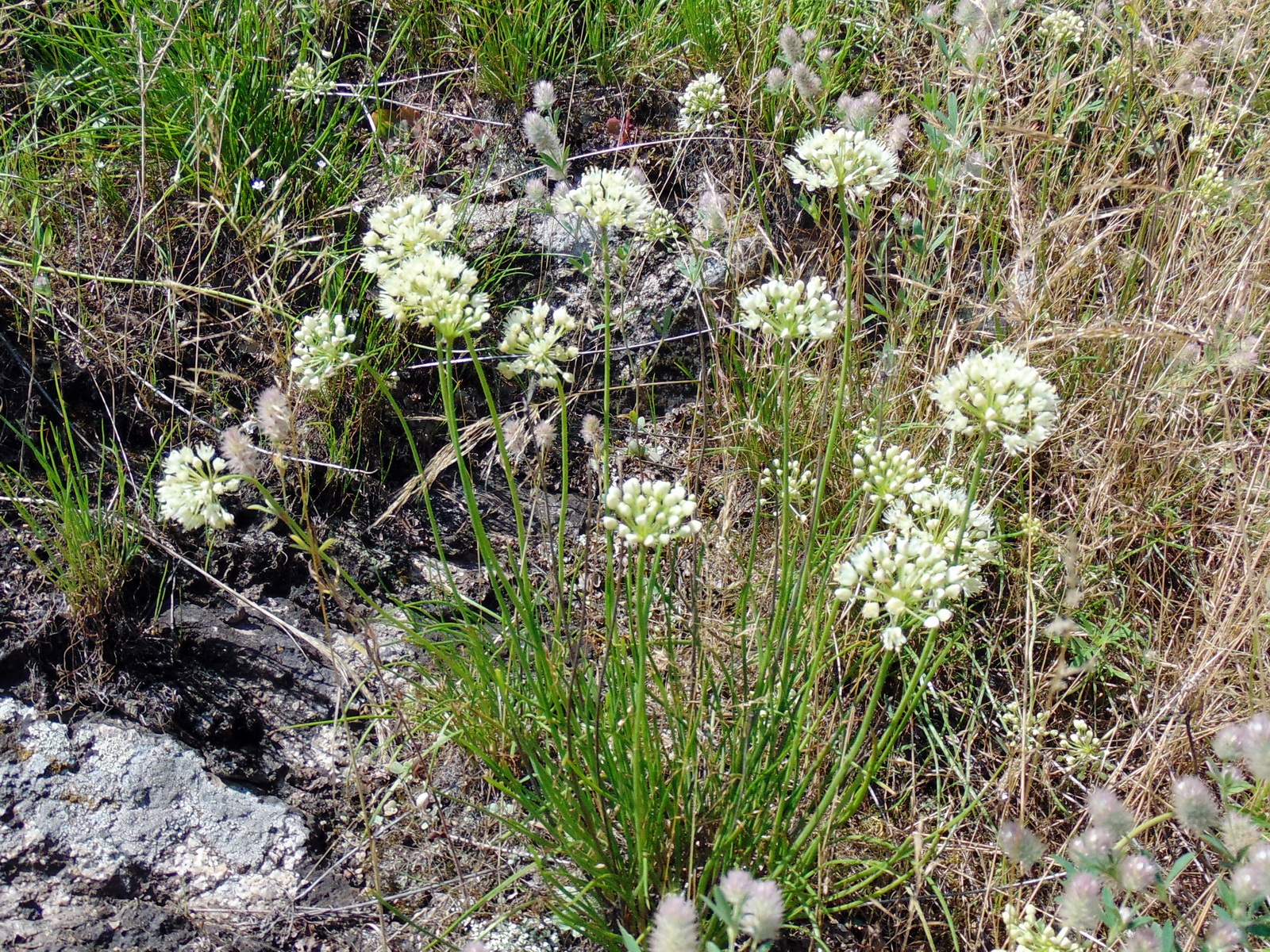
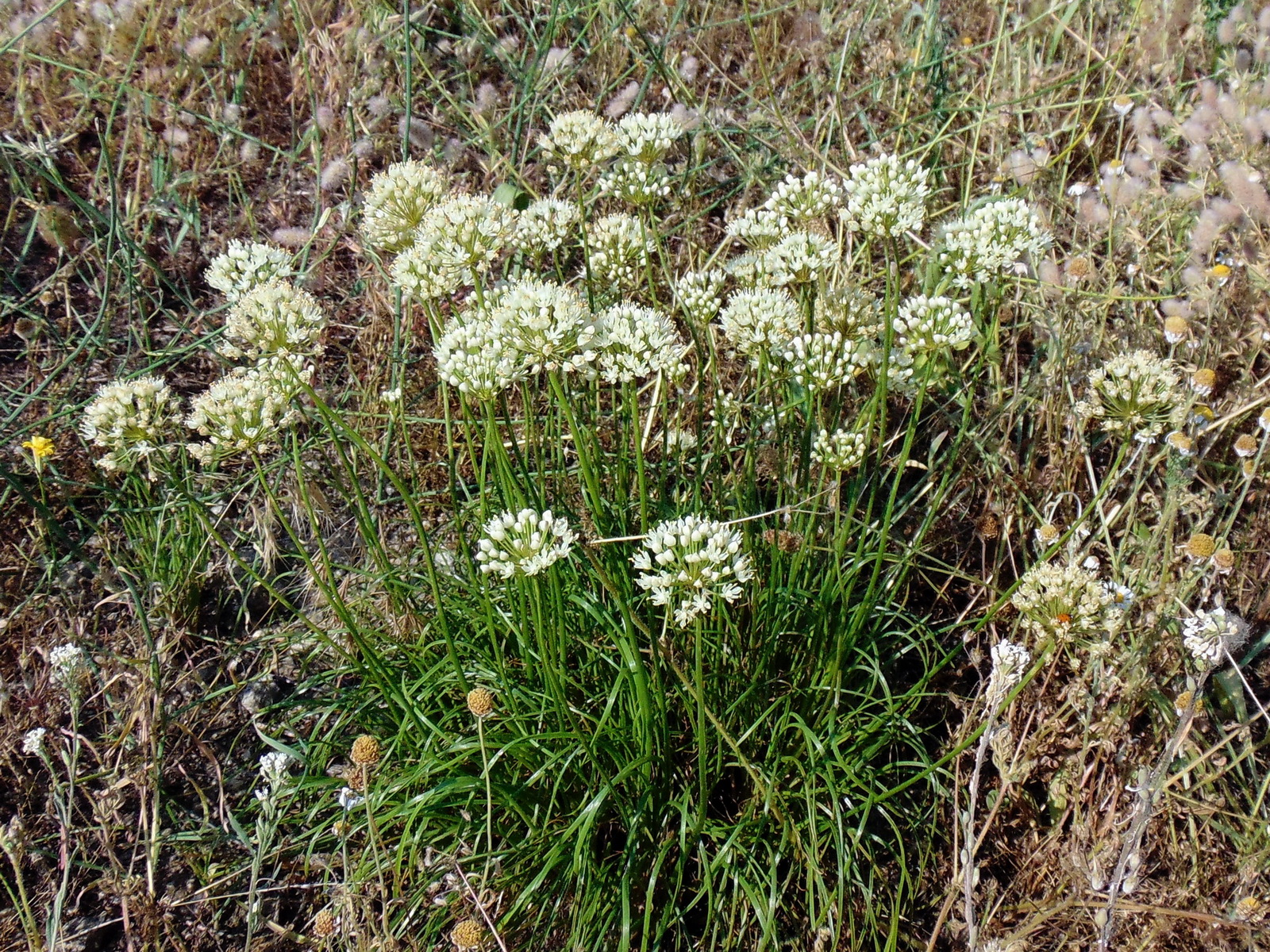
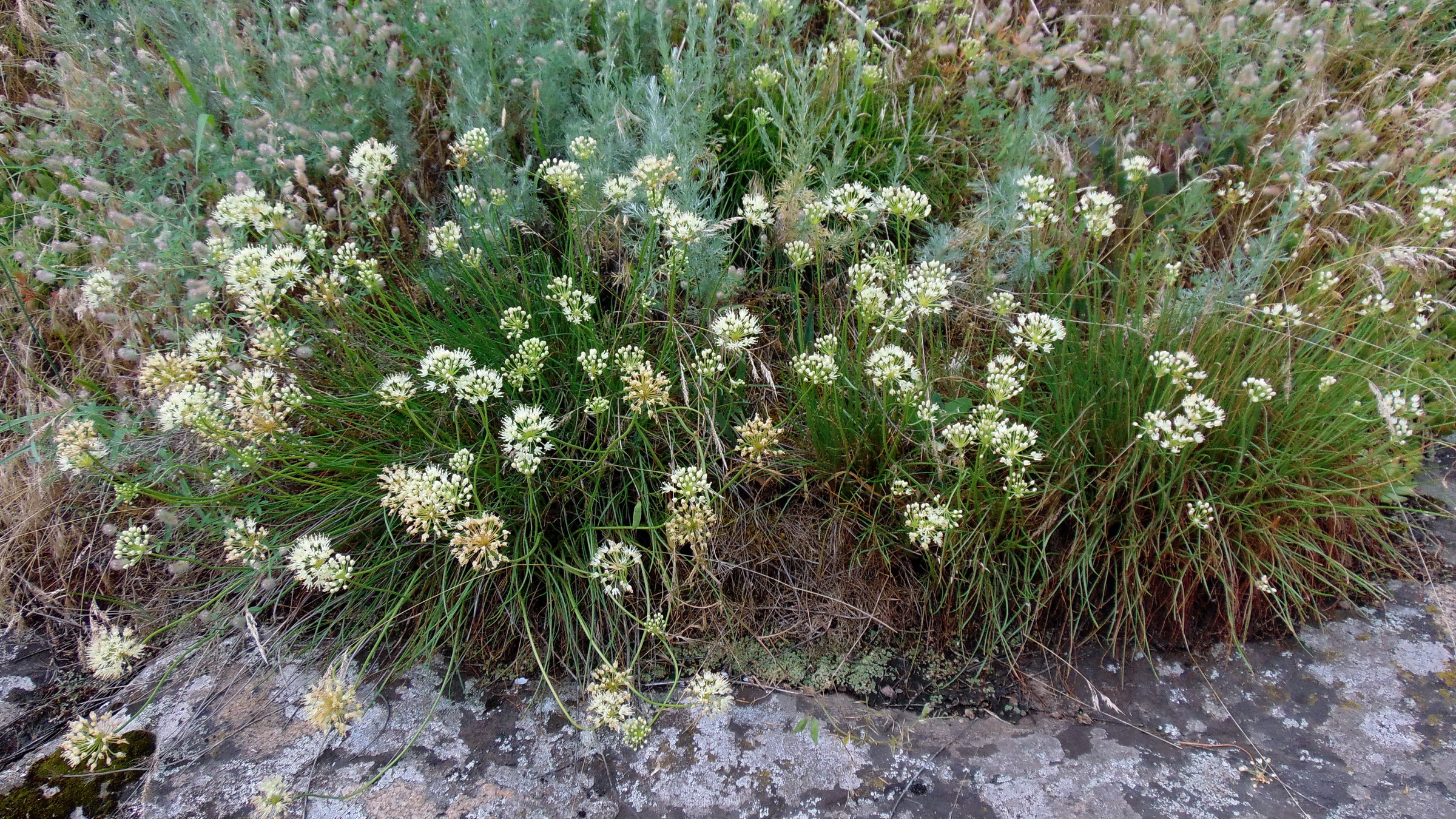
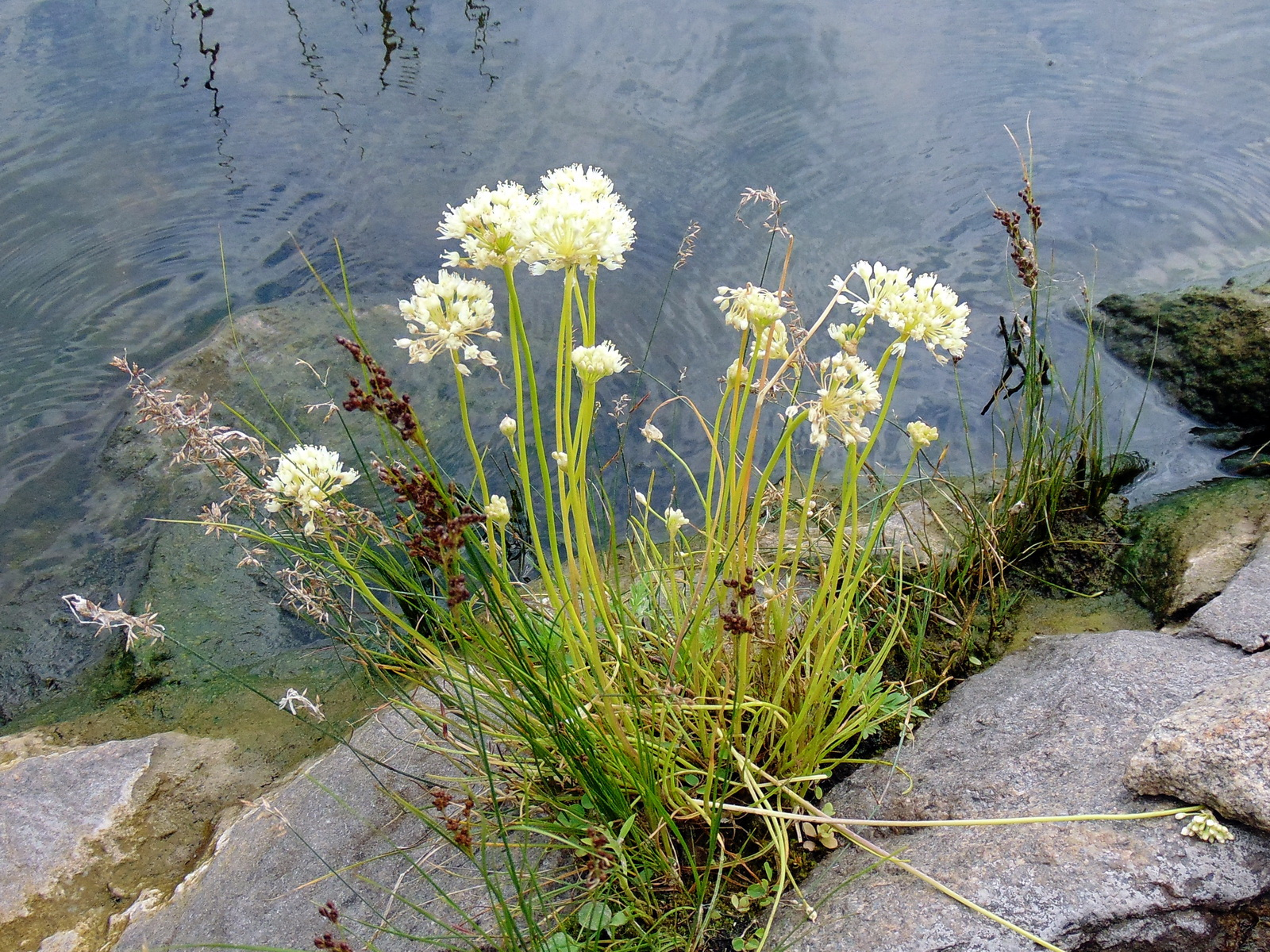
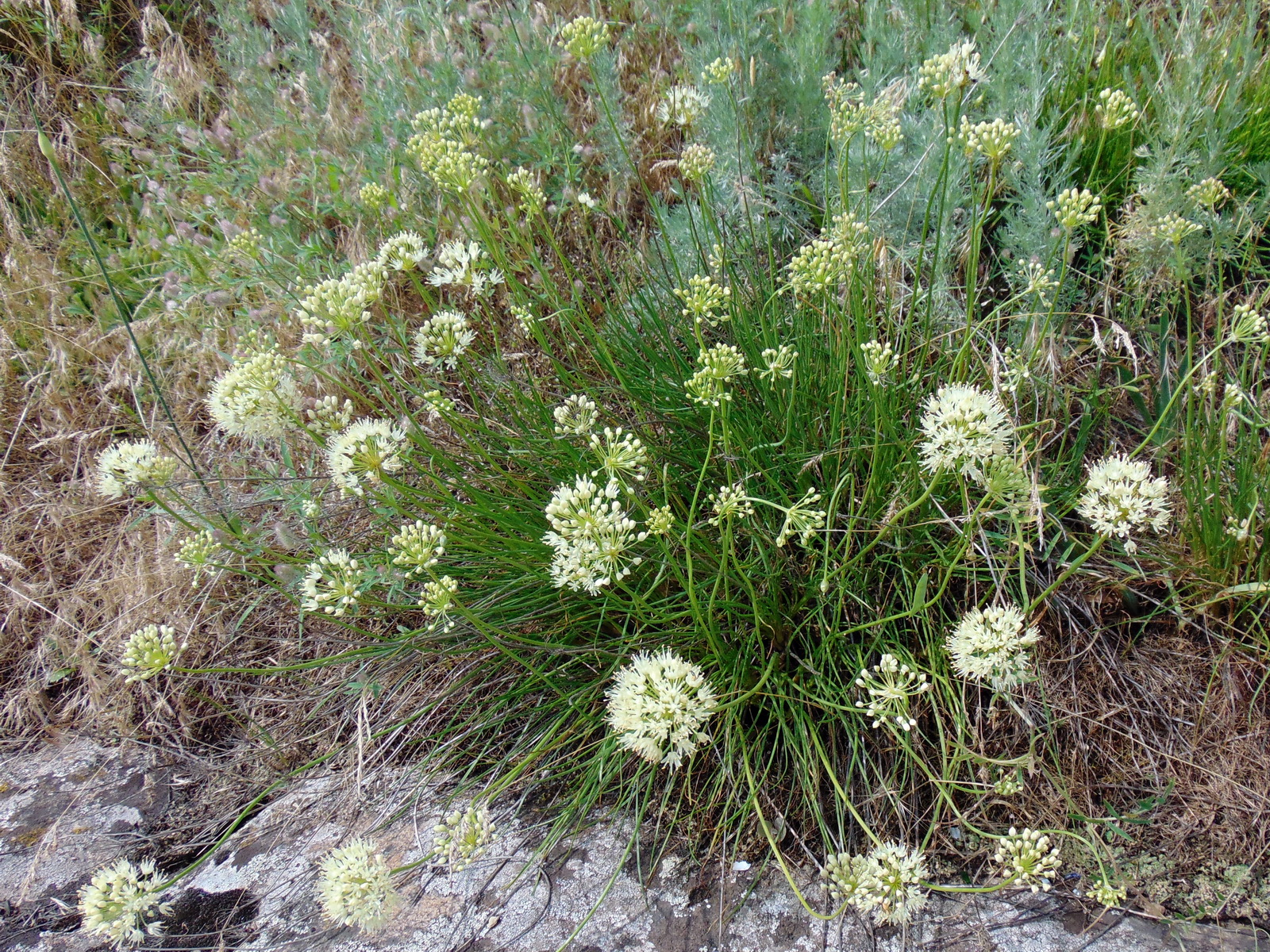

Запорізька область. Острів Хортиця
Запорізьке Правобережжя 

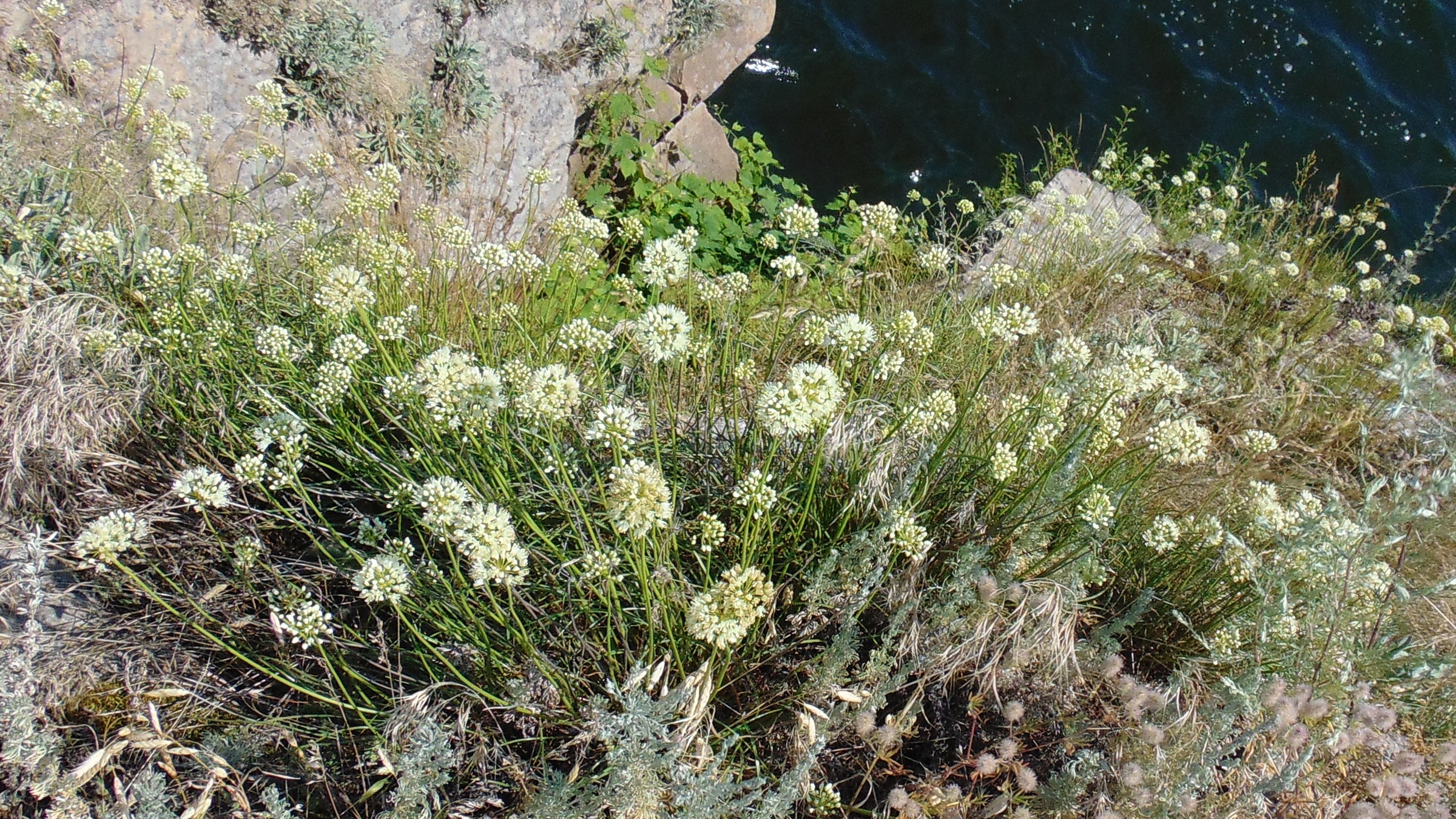
Запоріжжя, в районі Гранітного кар'єру
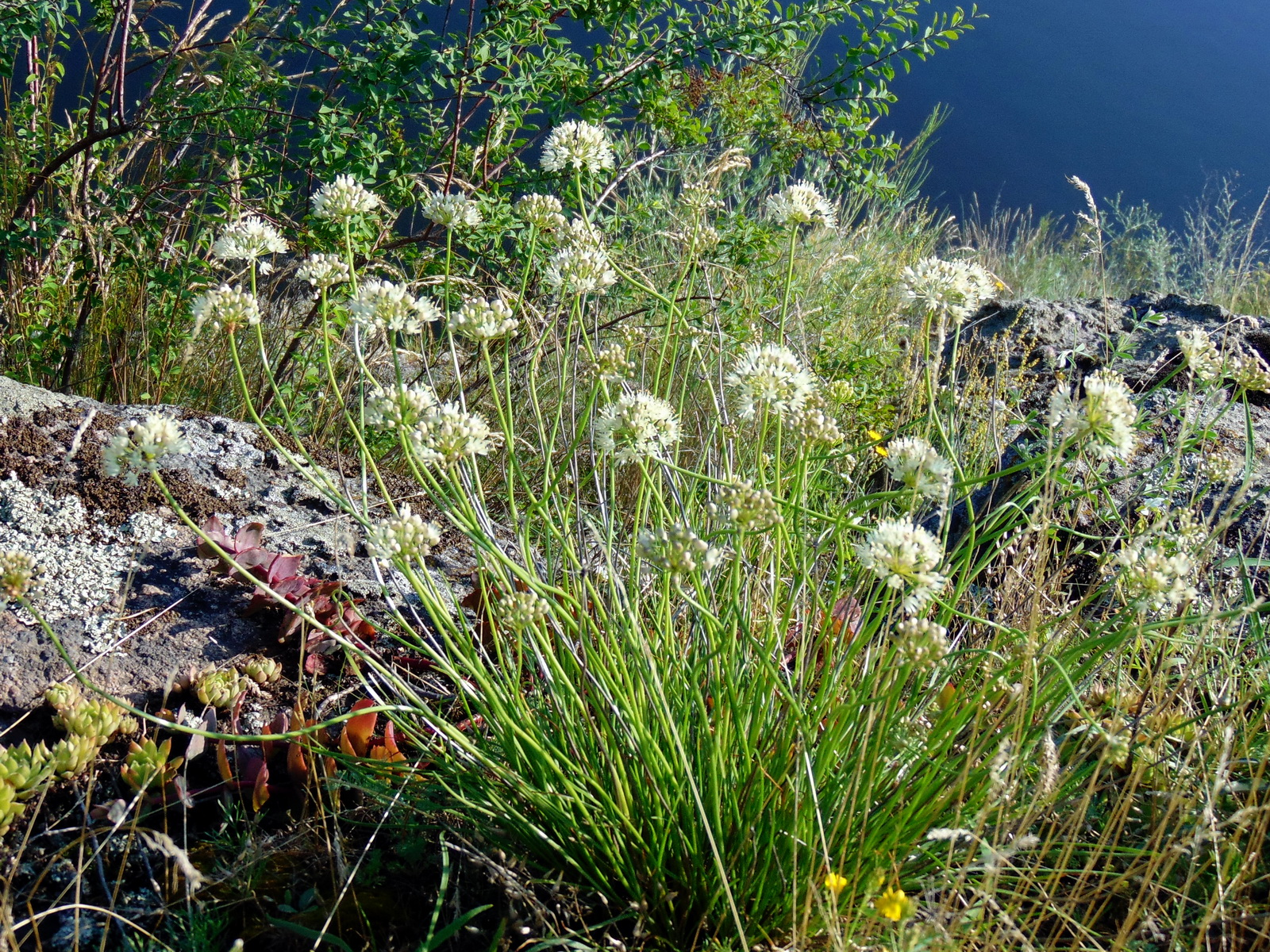
Запоріжжя, околиці Хортицького жилмасиву
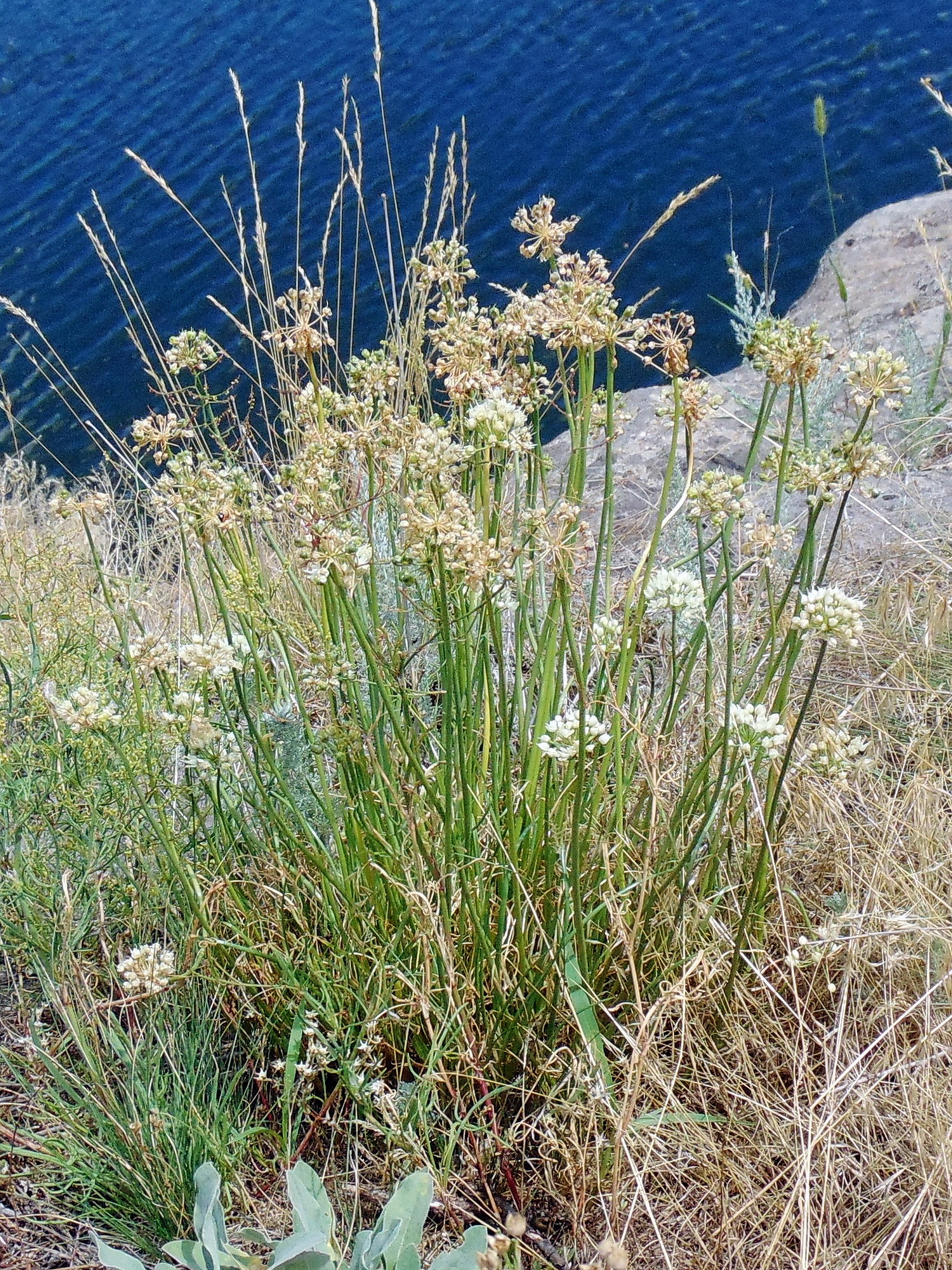
Національний заповідник «Хортиця», урочище Вирва
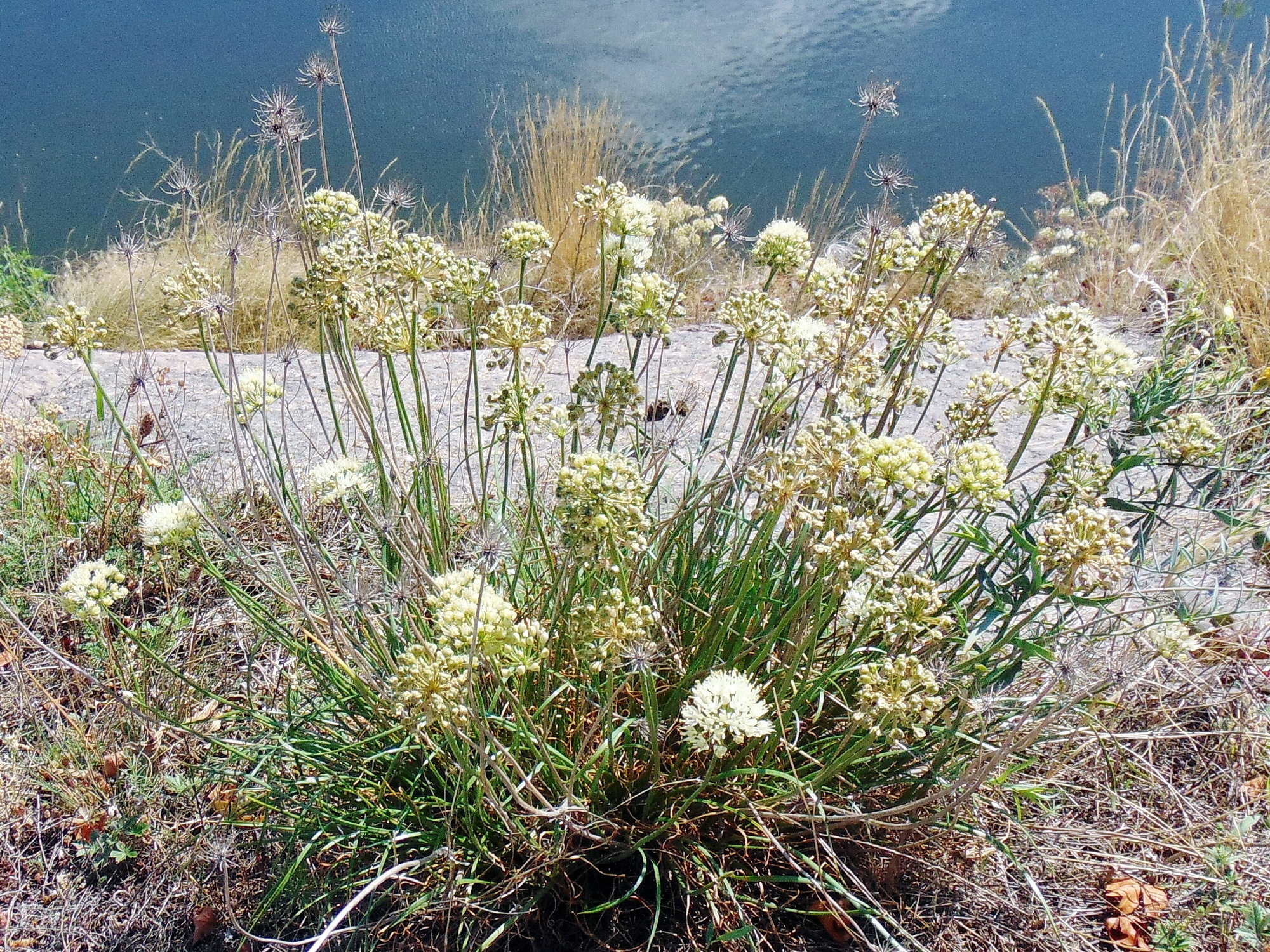
Кінець цвітіння
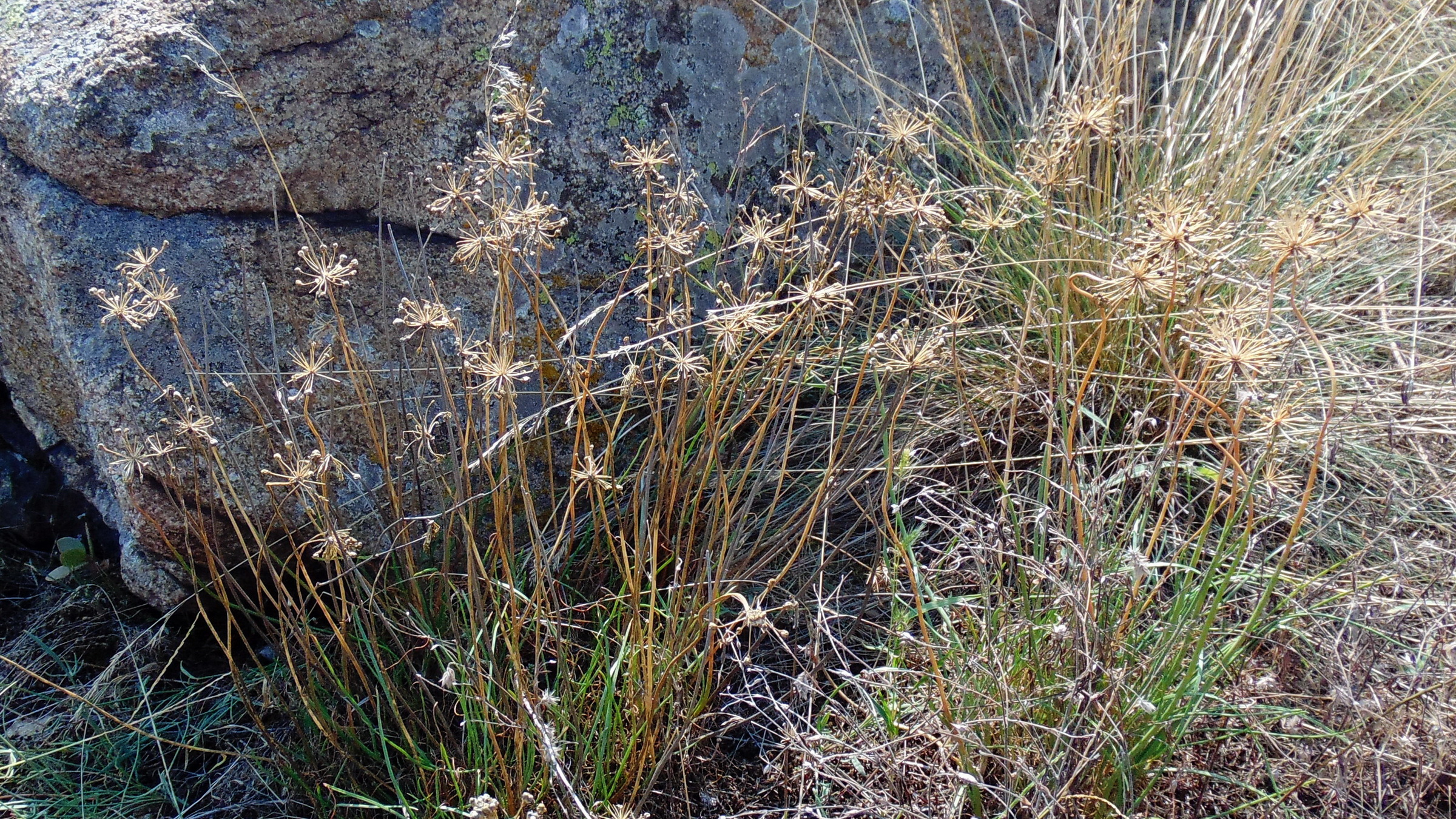
На стадії плодоношення